# 강민수 (뮤지컬 배우)
강민수(1993년 2월 5일 ~ )는 대한민국의 뮤지컬 배우, 가수다.

## 방송
- 정글피쉬 2 (2010)
- 몽땅 내 사랑 (2010)
- 더블 캐스팅 (2020) - Top71

## 음반
- Trot Box Vol.18 (2021)